# Sant Martí de Riudeperes
|  | Per a altres significats, vegeu «església de Sant Martí de Riudeperes». |

Sant Martí de Riudeperes és un poble del municipi de Calldetenes, a la comarca d'Osona. Està situat a l'est del terme, vora el torrent de Sant Martí, al peu de la carretera local BV-5201, que el connecta amb Sant Julià de Vilatorta per l'est i amb Calldetenes i Vic per l'oest. La carretera BV-5215 el connecta amb Folgueroles.
La seva població, l'1 de gener del 2006, era de 129 habitants (72 homes i 57 dones).

## Història
Apareix documentat per primera vegada l'any 949 amb el nom de Rivo petrarum ('riu de pedres'). Les esglésies de Sant Martí i de Sant Tomàs estan documentades des del segle XI. Originàriament era el cap del municipi fins que fou desplaçat pel nucli de Calldetenes. L'antic monestir de Sant Tomàs acull actualment un centre d'àmbit comarcal per a persones amb deficiències.

## Llocs d'interès
- Església de Sant Martí de Riudeperes, barroca d'origen romànic.
- Monestir de Sant Tomàs de Riudeperes, d'origen romànic.